# 1157 км
1157 км — опустевший населённый пункт (тип: железнодорожная платформа) в Кинельском районе Самарской области в составе сельского поселения Комсомольский. По состоянию на 2020 год фактически урочище.

## География
Находится у железнодорожной линии Самара — Уфа на расстоянии примерно 16 километров по прямой на восток от районного центра города Кинель.

## История
Населённый пункт появился при строительстве железной дороги. В селении жили семьи тех, кто обслуживал железнодорожную инфраструктуру.

## Население
Постоянное население не было учтено как в 2002 году, так и в 2010 году.

## Инфраструктура
Путевое хозяйство Куйбышевской железной дороги. Действует остановочный пункт 1157 км.

## Транспорт
Автомобильный (в пешей доступности автодорога 6К-851) и железнодорожный транспорт.